# Actinoptera pallidula
Actinoptera pallidula är en tvåvingeart som beskrevs av Munro 1957. Actinoptera pallidula ingår i släktet Actinoptera och familjen borrflugor. Inga underarter finns listade i Catalogue of Life.